# Hieronymus Wolf
Pour les articles homonymes, voir Wolf.
Hieronymus Wolf (ou en français Jérôme Wolf) est un historien, bibliothécaire et humaniste du Saint-Empire romain germanique, né à Oettingen le 13 août 1516, mort à Augsbourg le 8 octobre 1580. Il a édité ou traduit en latin de nombreux textes grecs de l'Antiquité et du Moyen Âge, et a notamment fondé les études byzantines en publiant un premier Corpus Byzantinæ Historiæ, utilisant pour la première fois en 1557 l'adjectif « byzantin » par lequel on distingua désormais la période médiévale de l'Empire romain d'Orient.

## Biographie
Hieronymus Wolf naît le 13 août 1516. Issu d'une famille ancienne mais appauvrie du comté d'Oettingen, il fréquenta l'école de Nördlingen, puis fut placé à treize ans dans le collège de Nuremberg, que le sénat de cette ville, passée au protestantisme, venait d'établir. Il y fut l'élève de Joachim Camerarius l'Ancien en latin, grec, et philosophie, et d'Helius Eobanus Hessus en poésie. Rappelé ensuite par son père, il devint de 1530 à 1534 le secrétaire de Christopher Julius, chancelier du comte d'Oettingen, dans le château de Harburg. Malgré les remontrances de celui-ci, qui l'engageait à étudier la jurisprudence, il se remit bientôt à l'étude des auteurs anciens, notamment des poètes. De 1534 à 1536, il reprit ses études à Nuremberg, puis Tübingen où il suivit Joachim Camerarius. Il se passionna tant pour la langue grecque qu'il la maîtrisa bientôt mieux que la latine, et étonna ses contemporains par sa facilité à la parler et à l'écrire. À la mort de son père (1536), le comte d'Oettingen lui assura la situation de secrétaire particulier de l'évêque de Wurtzbourg, mais il y resta très peu de temps.
Il mena ensuite une vie très instable, voyageant beaucoup et changeant souvent de situation, du fait entre autres d'un certain déséquilibre psychique (mélancolie, irritabilité, paranoïa). En 1537 il se rendit à Wittemberg où il se fit notamment l'élève de Philippe Mélanchthon. Il fréquenta beaucoup la bibliothèque du prince-électeur, et s'y initia notamment à l'astrologie, discipline qu'il pratiqua beaucoup jusqu'à la fin de sa vie. Par manque d'argent, il dut retourner à Nuremberg en 1539. Après avoir, à la demande du comte, fondé une école à Oettingen, il retourna à Wittemberg auprès de Philippe Mélanchthon. Il fut de 1543 à 1545 recteur du collège de Mühlhausen, puis, insatisfait de ce poste, revint à Nuremberg où il fut un temps professeur, mais dont il s'enfuit bientôt, persuadé d'être la proie de sortilèges. Ensuite il séjourna à Tübingen, à Strasbourg, à Bâle où en 1547 il fit la connaissance de l'éditeur et imprimeur Jean Oporin. Devenu à Bâle le précepteur de fils de riches familles d'Augsbourg, en 1550 il se rendit avec eux à Paris. Il y rencontra Pierre de La Ramée et Adrien Turnèbe. Mais menacé comme protestant, il quitta la capitale française au bout d'un an, et rentra à pied à Bâle.
Il se rendit peu après à Augsbourg où se tenait une Diète d'Empire, et il y fut engagé par Johann Jacob Fugger comme secrétaire et conservateur de sa bibliothèque, l'une des plus riches d'Europe ; il occupa cette fonction pendant six ans. En 1557, il accepta la proposition de devenir recteur du collège Sainte-Anne de la ville et conservateur de la bibliothèque publique, qui fut alors la première en Allemagne installée dans un bâtiment spécial. Malgré de nombreuses autres offres qui lui furent faites par la suite (car sa réputation était devenue très grande), et de fréquentes velléités de sa part de quitter encore son poste, il y resta jusqu'à sa mort. Il connut Tycho Brahe, qui séjourna à Augsbourg en 1569-70, et il resta un de ses correspondants. En 1572 il vendit pour 600 florins sa bibliothèque privée, qui comprenait plusieurs centaines de volumes.
Il meurt le 8 octobre 1580.

## Travaux
Dès sa rencontre avec Jean Oporin en 1547, il donna une édition bilingue (grec-latin) de quatre discours d'Isocrate et de deux de Démosthène, et l'année suivante publia une traduction latine de toute l'œuvre de ces deux orateurs. Il donna ensuite six autres volumes bilingues avec commentaires d'Isocrate, et trois autres de Démosthène et d'Eschine. Il annota et édita également une partie de l'œuvre philosophique de Cicéron (notamment le De officiis en 1563, les Tusculanes, le De amicitia, le De senectute, les Paradoxes des stoïciens, le Songe de Scipion)  
En 1561, toujours chez Jean Oporin, il édita le Manuel d'Épictète et le Tableau de Cébès avec une traduction latine qui devint ensuite standard. 
Quant à ses travaux sur les historiens « byzantins », ils aboutirent en 1557 à l'édition du premier Corpus Historiæ Byzantinæ, composé de quatre auteurs : Jean Zonaras, Nicétas Choniatès, Nicéphore Grégoras et Laonicos Chalcondyle. Cette entreprise eut un rôle fondateur, car les éditions de Wolf furent notamment reprises au siècle suivant dans le cadre de la « Byzantine du Louvre », qui élargit considérablement le corpus.
Il fut le premier à utiliser l'adjectif byzantin à propos de l'Empire romain d'Orient, introduisant une terminologie qui s'imposera à partir de la fin du XIXe siècle.